# Lysimachia longipes
Lysimachia longipes är en viveväxtart som beskrevs av William Botting Hemsley. Lysimachia longipes ingår i släktet lysingar, och familjen viveväxter. Inga underarter finns listade i Catalogue of Life.